# Nesophontidae
Famille
Nesophontidae est une famille de mammifères dont tous les membres sont aujourd'hui des espèces disparues.

## Classification
Cette famille est constituée d'un seul genre, Nesophontes. Ces deux taxons ont été créés en 1916 par le mammalogiste américain Harold Elmer Anthony (1890-1970).
Classification plus détaillée selon le Système d'information taxonomique intégré (SITI ou ITIS en anglais) :
 Règne : Animalia ; sous-règne : Bilateria ; infra-règne : Deuterostomia ; Embranchement : Chordata ; Sous-embranchement : Vertebrata ; infra-embranchement : Gnathostomata ; super-classe : Tetrapoda ; Classe : Mammalia ; Sous-classe : Theria ; infra-classe : Eutheria ; ordre : Soricomorpha.
Traditionnellement, les espèces de cette famille sont classées dans l'ordre des Insectivora, un regroupement qui est progressivement abandonné au XXIe siècle.

### Liste des genres
Selon Mammal Species of the World (version 3, 2005)  (1 décembre 2014), ITIS (1 décembre 2014), Catalogue of Life (1 décembre 2014) et Paleobiology Database (1 décembre 2014) :
- † genre Nesophontes Anthony, 1916